# Viljo Vesterinen
Viljo "Vili" Vesterinen (nacido el 26 de marzo de 1907 en Terijoki, fallecido el 18 de mayo de 1961 en Helsinki) fue un acordeonista y compositor finlandés.
Viljo Vesterinen estudió piano y violoncello en el Instituto de Música de Vyborg, y fue un acordeonista autodidacta. Vesterinen tocó en varias bandas musicales y auditorios a comienzos de su carrera musical, haciendo sus primeras grabaciones en 1929. La obra musical más popular de Vesterinen es su versión de la Säkkijärven polkka de 1939, que continúa siendo la más famosa en Finlandia. Otras de sus composiciones son Metsäkukkia (1931), Hilpeä hanuri (1936) y Valssi menneiltä ajoilta (1939).
Viljo Vesterinen realizó un total de 130 grabaciones a lo largo de su carrera. Debido a al abuso de alcohol y tabaco su salud se resintió en los últimos años de su vida.
También protagonizó algunas películas. Säkkijärven polkka (1955) cuenta su vida.